# Kōichi Miura
Kōichi Miura (三浦浩一), né à Kagoshima le 4 décembre 1953, est un acteur, doubleur et chanteur japonais. 

## Biographie
Kōichi Miura commence sa carrière en 1977 au sein de la troupe de théâtre Tokyo Kid Brothers (東京キッドブラザース, Tōkyō Kiddo Burazāsu).
Il se fait connaître pour ses rôles dans les séries TV Fūjin no mon (風神の門), produite par la NHK, Nonomura Byōin Monogatari (野々村病院物語) et Onihei Hankachō (鬼平犯科帳).
Il joue également le rôle du seigneur Sakai dans Zatōichi de Takeshi Kitano en 2003.
En 2017, son nouveau projet attire l'attention de la presse et du public : pour la première fois, Kōuta Miura partage l'affiche avec ses fils Kōta et Ryōsuke sur Shitsunawa reta ai no iro (Lost Indigo Color). Kōichi se déclare « vraiment honoré de pouvoir jouer avec ses fils ». La pièce rencontre un vif succès.

## Vie privée
Il a été marié à l'idole Alice Jun jusqu'au décès de cette dernière, le 12 juillet 2019. Deux de leurs trois fils — Kōta et Ryosuke — sont également acteurs,.